# 后果 (我为喜剧狂)
《后果》（英語：The Aftermath）是美国情景喜剧《我为喜剧狂》第1季的第2集，于2006年10月17日通过CTV電視網在加拿大首播，再于次日通过全国广播公司在美国播出，并于1年后的2007年10月18日在英国播出。与前一集《试播集》一样，这一集也是由亚当·伯恩斯坦执导，蒂娜·菲编剧。而客串出演的演员则包括卡特里娜·宝登、汤姆·布勒克、泰迪·科卢卡、瑞秋·德拉彻、马里克·潘考利、凯斯·鲍威尔、朗尼·罗斯、凯文·斯坎隆（Kevin Scanlon）和索拉布·瓦迪亚（Sorab Wadia）。
这一集剧情主要围绕着《女生秀》剧组成员对请崔西·乔丹加入的反应，以及后者加入后对节目所带来的变化展开。杰克·唐纳尼（亚历克·鲍德温饰）将节目的名称改成《TGS和崔西·乔丹》（TGS with Tracy Jordan）让这些变化更加明显，简娜·玛隆妮（简·科拉克斯基饰）对此深感沮丧。丽兹·莱蒙（蒂娜·菲饰）想方设法既要让剧组成员满意，又要让崔西开心，于是她在一条游艇上举办了一次聚会。

## 剧情
杰克·唐纳尼决定让崔西·乔丹成为《女生秀》的主打明星，丽兹·莱蒙对此非常不满。简娜·玛隆妮担心崔西会让自己在节目中变成无关紧要的人，崔西则对自己的新工作感到相当满意。杰克很快又擅自决定把《女生秀》更名为《TGS和崔西·乔丹》，这让丽兹和简娜感到恼火。杰克让崔西和简娜一起为节目拍摄一段宣传片，结果崔西不但连简娜的名字都不记得，而且完全是他一个人在说话，简娜甚至没插上嘴，她对此更是愤怒。宣传片拍摄完成后，丽兹试图安慰简娜，她说剧组里谁都不喜欢崔西，杰克则是后者还在这个节目中出现的唯一原因。谁料想，简娜的话筒还没关掉，所以整层楼都听到了丽兹刚才的话。
丽兹又试图在排练期间向崔西说好话，她又开始描述简娜和剧组里其他成员的缺点。过了一会儿电视台的杂工跟班肯尼斯·帕塞尔（Kenneth Parcel，杰克·麦克布瑞尔饰）又告诉丽兹，原来她说的话也正通过剧组之前安放的镜头全程直播，楼层里所有的人都能听到她的话……丽兹的手下朝她扔水杯、面包、三明治等杂物来表示不满。为了收拾局面，丽兹和崔西商讨后决定到一艘游艇上举办聚会请大家参加。在游艇上原本一切都很顺利，包括简娜在内的所有人都很开心，可丽兹很快发现这根本不是崔西的游艇，而且真正的主人马上和大队警察一起出现了。次日丽兹得知杰克付了一笔数额不明的款项收买报社避免发布崔西的负面消息，但新闻上还是出现了一张简娜的照片，后者对此深感荣幸。

## 制作
曾在《周六夜现场》中长期和蒂娜·菲合作的瑞秋·德拉彻是扮演简娜一角的最初人选，但全国广播公司于2006年8月宣布由简·科拉克斯基取代德拉彻出演简娜一角。执行制片人洛恩·迈克尔斯宣布德拉彻虽然不会在剧中出演主要角色，但还是会在多集节目中以多个不同的身份亮相。在上一集《试播集》中，德拉彻扮演的是《女生秀》节目的养猫人葛丽泰·约翰森（Greta Johansen），而到了这一集中，她饰演的则是一位名叫玛丽娅（Maria）的女佣，丽兹在游艇上的一个衣柜里发现了她。

## 反响
根据尼尔森收视率调查的数据，《后果》在美国首播时有571万户家庭观看。在18-49岁人群中拥有2.3 / 7的收视率，这个数字的意思是在美国所有18-49岁人群中，有2.4%在首播当晚观看了《后果》，而在当时有看电视的这个年龄段观众群中则有5%选择收看这集节目。与《试播集》相比，观众人数少了242万。节目在英国播映时吸引了50万观众，占该时间段电视观众人数的4%，《衛報》认为这个成绩“让人失望”，与试播集相比也少了20万人。后者当时吸引了70万观众，播出时段收视率为6%。
IGN网站的罗伯特·坎宁（Robert Canning）感觉《后果》和《试播集》相比更有凝聚力，但仍然有着两个主要角色毫无特色和剧情缺乏惊喜的毛病。他称赞了丽兹和杰克两个角色，表示他们“继续提供着笑料”，但认为简娜和崔西所做的只是败坏观众的兴致。坎宁称鲍德温是《我为喜剧狂》最出众的亮点，认为这一剧集已经“奠定了一部成功情景喜剧至关重要的基础”。《洛杉矶周刊》的罗伯特·阿贝尔（Robert Abele）觉得摩根和科拉克斯基的角色还很粗糙，认为他们“自我迷恋，直接被凑到一块来创造商机”。
《旧金山纪事报》的蒂姆·古德曼（Tim Goodman）觉得《后果》只比《试播集》“好笑了那么一点点”。他称赞了鲍德温和摩根的表现，但认为这集的其他环节表现都太“弱”。古德曼觉得菲只要让鲍德温多出场一些时间，科拉克斯基少出现一些就可以“修好”《我为喜剧狂》。《匹兹堡新闻》的菲尔·霍斯特（Phil Horst）称赞了菲和鲍德温，或是菲和摩根一起出场的镜头，但批评菲没有出场的镜头表现太差。霍斯特还认为科拉克斯基的出场是在浪费时间，觉得她没有“足以与其他演员进行配合的喜剧表演能力”。他还表示，要是这个角色由德拉彻来演，将给《我为喜剧狂》带来其目前正好缺乏的多样性，可以给这个角色“一个完全不同的方向”。